# Når solen skinner (film)
|  | Denne artikel er oprettet af botten Steenthbot ud fra en ekstern database. Den kan derfor have sproglige fejl eller mangler. Denne skabelon kan fjernes efter kontrol af indholdet. |

Når solen skinner er en dansk kortfilm fra 2014 instrueret af Frederik Barington efter eget manuskript.

## Handling
En døende drengs holdninger til livet og døden bliver sat på prøve, efter han møder en ung pige.